# Natação no Campeonato Mundial de Esportes Aquáticos de 2017 - 100 m livre feminino
A prova dos 100 metros livre feminino da natação no Campeonato Mundial de Esportes Aquáticos de 2017 ocorreu nos dias 27 de julho e 28 de julho em Budapeste na Hungria.

## Recordes
Antes desta competição, os recordes mundiais e do campeonato nesta prova eram os seguintes:
| Tipo                  | Atleta         | Tempo | Local    | Data                |
| --------------------- | -------------- | ----- | -------- | ------------------- |
|                       | Cate Campbell  | 52,06 | Brisbane | 2 de julho de 2016  |
| Recorde do campeonato | Britta Steffen | 52,07 | Roma     | 31 de julho de 2009 |

Os seguintes novos recordes foram estabelecidos durante esta competição. 
| Data        | Prova               | Nadadora       | Nacionalidade | Tempo | Recordes |
| ----------- | ------------------- | -------------- | ------------- | ----- | -------- |
| 23 de julho | Final 4x100 m livre | Sarah Sjöström | Suécia        | 51.71 | ,        |

## Medalhistas
| Ouro                | Prata                | Bronze               |
| Simone Manuel (USA) | Sarah Sjöström (SWE) | Pernille Blume (DEN) |

## Resultados

### Eliminatórias
Esses foram os resultados das eliminatórias. Foram realizadas no dia 27 de julho com início às 09:30. 
| Pos. | Bateria | Raia | Nadadora               | Nacionalidade          | Tempo   | Notas |
| ---- | ------- | ---- | ---------------------- | ---------------------- | ------- | ----- |
| 1    | 8       | 4    | Sarah Sjöström         | Suécia                 | 53.01   | Q     |
| 2    | 7       | 6    | Pernille Blume         | Dinamarca              | 53.13   | Q,    |
| 3    | 6       | 4    | Simone Manuel          | Estados Unidos         | 53.17   | Q     |
| 4    | 8       | 5    | Penny Oleksiak         | Canadá                 | 53.18   | Q     |
| 5    | 6       | 5    | Mallory Comerford      | Estados Unidos         | 53.42   | Q     |
| 6    | 8       | 3    | Ranomi Kromowidjojo    | Países Baixos          | 53.45   | Q     |
| 7    | 7       | 5    | Emma McKeon            | Austrália              | 53.47   | Q     |
| 8    | 7       | 4    | Bronte Campbell        | Austrália              | 53.56   | Q     |
| 9    | 7       | 3    | Federica Pellegrini    | Itália                 | 53.92   | Q     |
| 10   | 6       | 6    | Charlotte Bonnet       | França                 | 54.00   | Q     |
| 10   | 8       | 6    | Zhu Menghui            | China                  | 54.00   | Q     |
| 12   | 7       | 2    | Sandrine Mainville     | Canadá                 | 54.22   | Q     |
| 13   | 6       | 3    | Michelle Coleman       | Suécia                 | 54.23   | Q     |
| 14   | 8       | 7    | Freya Anderson         | Reino Unido            | 54.25   | Q     |
| 15   | 6       | 1    | Siobhan Haughey        | Hong Kong              | 54.45   | Q     |
| 16   | 6       | 7    | Maud van der Meer      | Países Baixos          | 54.49   | DES   |
| 16   | 8       | 1    | Andrea Murez           | Israel                 | 54.49   | DES   |
| 18   | 7       | 7    | Ai Yanhan              | China                  | 54.54   |       |
| 19   | 6       | 2    | Silvia di Pietro       | Itália                 | 54.74   |       |
| 20   | 7       | 1    | Maria Ugolkova         | Suíça                  | 54.81   |       |
| 21   | 8       | 2    | Rikako Ikee            | Japão                  | 54.91   |       |
| 22   | 8       | 8    | Manuella Lyrio         | Brasil                 | 55.32   |       |
| 23   | 6       | 8    | Signe Bro              | Dinamarca              | 55.40   |       |
| 24   | 5       | 5    | Erin Gallagher         | África do Sul          | 55.46   |       |
| 25   | 8       | 9    | Farida Osman           | Egito                  | 55.52   |       |
| 26   | 7       | 9    | Anna Kolářová          | Chéquia                | 55.73   |       |
| 27   | 7       | 0    | Yuliya Khitraya        | Bielorrússia           | 55.77   |       |
| 28   | 6       | 9    | Fanni Gyurinovics      | Hungria                | 55.86   |       |
| 29   | 8       | 0    | Julie Meynen           | Luxemburgo             | 55.99   |       |
| 30   | 5       | 7    | Bryndis Hansen         | Islândia               | 56.11   |       |
| 31   | 5       | 6    | Lotta Nevalainen       | Finlândia              | 56.31   |       |
| 32   | 7       | 8    | Rozaliya Nasretdinova  | Rússia                 | 56.34   |       |
| 33   | 6       | 0    | Susann Bjørnsen        | Noruega                | 56.56   |       |
| 33   | 4       | 4    | Anastasia Bogdanovski  | Macedônia do Norte     | 56.56   |       |
| 35   | 5       | 3    | Gabrielle Fa'amausili  | Nova Zelândia          | 56.60   |       |
| 36   | 5       | 2    | Jasmine Alkhaldi       | Filipinas              | 56.70   |       |
| 37   | 5       | 8    | Gabriela Ņikitina      | Letônia                | 56.77   |       |
| 38   | 5       | 1    | McKenna de Bever       | Peru                   | 56.95   |       |
| 39   | 4       | 5    | Karen Torrez           | Bolívia                | 57.28   |       |
| 40   | 5       | 4    | Liliana Ibáñez         | México                 | 57.40   |       |
| 41   | 4       | 6    | Julimar Avila          | Honduras               | 57.82   |       |
| 42   | 5       | 9    | Felicity Passon        | Seicheles              | 57.99   |       |
| 43   | 4       | 2    | Inés Remersaro         | Uruguai                | 58.27   |       |
| 44   | 4       | 3    | Kimiko Raheem          | Sri Lanka              | 58.35   |       |
| 45   | 4       | 1    | Matelita Buadromo      | Fiji                   | 58.53   |       |
| 46   | 1       | 3    | Elodie Poo-cheong      | Ilhas Maurícias        | 58.76   |       |
| 47   | 5       | 0    | Allyson Ponson         | Aruba                  | 58.81   |       |
| 48   | 3       | 4    | Mónica Ramírez         | Andorra                | 58.85   | =     |
| 49   | 4       | 9    | Arianna Sanna          | República Dominicana   | 59.03   |       |
| 50   | 3       | 2    | Devyn Leask            | Zimbabwe               | 59.08   |       |
| 50   | 4       | 7    | Bayan Jumah            | Síria                  | 59.08   |       |
| 52   | 1       | 2    | Ani Poghosyan          | Armênia                | 59.27   |       |
| 53   | 3       | 3    | Talita Baqlah          | Jordânia               | 59.33   |       |
| 54   | 4       | 8    | Catharine Cooper       | Panamá                 | 59.37   |       |
| 55   | 3       | 1    | Tan Chi Yan            | Macau                  | 59.38   |       |
| 56   | 4       | 0    | Gabriela Santis        | Guatemala              | 59.54   |       |
| 57   | 3       | 5    | Jovana Terzić          | Montenegro             | 59.86   |       |
| 58   | 3       | 8    | Nikol Merizaj          | Albânia                | 1:00.04 |       |
| 59   | 3       | 9    | Lani Cabrera           | Barbados               | 1:00.75 |       |
| 60   | 2       | 1    | Sonia Tumiotto         | Tanzânia               | 1:09.00 |       |
| 61   | 3       | 6    | Ana Sofia Nóbrega      | Angola                 | 1:00.92 |       |
| 61   | 1       | 6    | Batbayaryn Enkhkhuslen | Mongólia               | 1:00.92 |       |
| 63   | 1       | 4    | Gabriela Hernandez     | Nicarágua              | 1:01.15 |       |
| 64   | 3       | 0    | Jeanne Boutbien        | Senegal                | 1:01.30 |       |
| 65   | 1       | 8    | Park Mi-song           | Coreia do Norte        | 1:02.24 |       |
| 66   | 2       | 5    | Mikaili Charlemagne    | Santa Lúcia            | 1:02.59 |       |
| 67   | 2       | 4    | Flaka Pruthi           | Kosovo                 | 1:03.81 |       |
| 68   | 2       | 3    | Ann-Marie Hepler       | Ilhas Marshall         | 1:04.01 |       |
| 69   | 2       | 8    | Sofia Shah             | Nepal                  | 1:04.83 |       |
| 70   | 2       | 6    | Bianca Mitchell        | Antígua e Barbuda      | 1:05.06 |       |
| 71   | 2       | 2    | Mineri Gomez           | Guam                   | 1:05.09 |       |
| 72   | 2       | 7    | Charissa Panuve        | Tonga                  | 1:05.47 |       |
| 73   | 2       | 0    | Anastasiya Tyurina     | Tajiquistão            | 1:09.14 |       |
| 74   | 1       | 1    | Aminath Shajan         | Maldivas               | 1:10.17 |       |
| 75   | 2       | 9    | Tayamika Chang'anamuno | Malawi                 | 1:10.84 |       |
| 76   | 1       | 5    | Jin Ju Thompson        | Marianas Setentrionais | 1:12.07 |       |
| 77   | 1       | 7    | Lidwine Uwase          | Ruanda                 | 1:16.00 |       |
| 78   | 1       | 0    | Imelda Ximenes Belo    | Timor-Leste            | 1:19.52 |       |
| —    | 1       | 9    | Lena Irankunda         | Burundi                | DNS     | DNS   |

#### Desempate
Esses foram os resultados do desempate. Foi realizado no dia 27 de julho com início às 10:58. 
| Pos. | Raia | Nadadora          | Nacionalidade | Tempo | Notas |
| ---- | ---- | ----------------- | ------------- | ----- | ----- |
| 1    | 5    | Andrea Murez      | Israel        | 54.20 | Q,    |
| 2    | 4    | Maud van der Meer | Países Baixos | 54.49 |       |

### Semifinal
Esses foram os resultados das semifinais. Foram realizadas no dia 27 de julho com início às 17h41. 
Semifinal 1
| Pos. | Raia | Nadadora            | Nacionalidade | Tempo | Notas |
| ---- | ---- | ------------------- | ------------- | ----- | ----- |
| 1    | 4    | Pernille Blume      | Dinamarca     | 52.99 | Q,    |
| 2    | 6    | Bronte Campbell     | Austrália     | 53.04 | Q     |
| 3    | 5    | Penny Oleksiak      | Canadá        | 53.05 | Q     |
| 4    | 3    | Ranomi Kromowidjojo | Países Baixos | 53.09 | Q     |
| 5    | 2    | Charlotte Bonnet    | França        | 53.77 |       |
| 6    | 1    | Freya Anderson      | Reino Unido   | 53.91 |       |
| 7    | 7    | Sandrine Mainville  | Canadá        | 54.01 |       |
| 8    | 8    | Andrea Murez        | Israel        | 54.62 |       |

Semifinal 2
| Pos. | Raia | Nadadora            | Nacionalidade  | Tempo | Notas |
| ---- | ---- | ------------------- | -------------- | ----- | ----- |
| 1    | 4    | Sarah Sjöström      | Suécia         | 52.44 | Q     |
| 2    | 5    | Simone Manuel       | Estados Unidos | 52.69 | Q     |
| 3    | 3    | Mallory Comerford   | Estados Unidos | 52.85 | Q     |
| 4    | 6    | Emma McKeon         | Austrália      | 53.20 | Q     |
| 5    | 1    | Michelle Coleman    | Suécia         | 53.51 |       |
| 6    | 7    | Zhu Menghui         | China          | 53.85 |       |
| 7    | 8    | Siobhan Haughey     | Hong Kong      | 54.05 |       |
| 8    | 2    | Federica Pellegrini | Itália         | 54.26 |       |

### Final
A final foi realizada em 28 de julho às 17h32. 
| Pos.              | Raia | Nadadora            | Nacionalidade  | Tempo | Notas              |
| ----------------- | ---- | ------------------- | -------------- | ----- | ------------------ |
| Medalha de ouro   | 5    | Simone Manuel       | Estados Unidos | 52.27 | Recorde da América |
| Medalha de prata  | 4    | Sarah Sjöström      | Suécia         | 52.31 |                    |
| Medalha de bronze | 6    | Pernille Blume      | Dinamarca      | 52.69 | Recorde nacional   |
| 4                 | 3    | Mallory Comerford   | Estados Unidos | 52.77 |                    |
| 5                 | 1    | Ranomi Kromowidjojo | Países Baixos  | 52.78 |                    |
| 6                 | 7    | Penny Oleksiak      | Canadá         | 52.94 |                    |
| 7                 | 2    | Bronte Campbell     | Austrália      | 53.18 |                    |
| 8                 | 8    | Emma McKeon         | Austrália      | 53.21 |                    |

Legenda
| Recorde mundial       | Recorde mundial (World record)               |                       | Recorde africano                      | Recorde africano (African) |                                           | Q | Classificado por posição (Qualified) |
| Recorde do campeonato | Recorde do campeonato (Championship record)  | Recorde da América    | Recorde da América (Americas)         | q                          | Classificado por melhor tempo (Qualified) |   |                                      |
| Melhor marca do ano   | Melhor marca do ano (World leading)          | Recorde asiático      | Recorde asiático (Asian)              | DNS                        | Não largou (Did not start)                |   |                                      |
| Recorde nacional      | Recorde nacional (National record)           | Recorde europeu       | Recorde europeu (European)            | DNF                        | Não terminou (Did not finish)             |   |                                      |
| Recorde pessoal       | Recorde pessoal do atleta (Personal best)    | Recorde da Oceania    | Recorde da Oceania (Oceania)          | DSQ / DQ                   | Desclassificado (Disqualified)            |   |                                      |
| Recorde da temporada  | Recorde da temporada do atleta (Season best) | Recorde sul-americano | Recorde sul-americano (South America) | NM                         | Sem marca (No mark)                       |   |                                      |